# Raquel Montero
Raquel Montero (Buenos Aires, 1944) es una actriz de televisión y teatro, presentadora de programas y comediante argentino-puertorriqueña. Ejerció su extenso trabajo en la televisión puertorriqueña durante las décadas de 1970 y 1980, en programas de televisión del Canal 2.

## Primeros años de vida
Nació en Buenos Aires, Argentina. Cuando era joven, conoció y se enamoró del cantante italiano Tony Croatto. La pareja pronto se casó y, en 1969, cuando Croatto y su hermana Nelly Croatto (que formaron un dúo llamado Nelly y Tony) fueron contratados para actuar en la isla caribeña de Puerto Rico, Croatto y Montero se establecieron allí, pasando el resto de sus respectivas vidas en su segundo país.

## Carrera

### Actuación
Poco después de mudarse a Puerto Rico, se hizo amiga del astrólogo y exactor Walter Mercado, y, durante una reunión entre varios amigos que se llevó a cabo en la casa de Mercado, ella comenzó a recitar, un acto que Mercado disfrutaba mucho, invitándola a su programa de televisión en ese momento.
En Puerto Rico, actuó por primera vez en una telenovela llamada Marcela y Marcelino, que se produjo durante 1971. Comenzó a aparecer en otros medios, como portadas de revistas de entretenimiento, durante esa época. También durante esa época, consiguió trabajo constante en la televisión puertorriqueña. En 1978, interpretó a una condesa italiana en una adaptación para telenovela de un libro escrito por el escritor puertorriqueño Enrique Laguerre, llamado Los dedos de la mano, un papel que ella dice es su favorito.
A finales de la década de 1970, el productor Paquito Cordero preparaba un programa de comedia para televisión que se llamó Los Kakukómicos (nombre inspirado en los sonidos que se hacían al pronunciar las letras de identificación asignadas a la estación de Canal 2, WKAQ-TV). Fue elegida para este programa para interpretar varios personajes, y el programa, que duró de 1980 a 1990, la ayudó a ganar celebridad adicional en su país adoptivo. Entre los personajes que interpretó en ese programa estaban la argentina «Tete» y la esposa infiel «Tesoro», quien estaba casada con «Toribio Tauro», otro personaje popular que fue interpretado por el actor puertorriqueño Adrián García. Su caracterización de «Tesoro» fue tan popular en la televisión puertorriqueña, que, durante años, la gente en las calles la reconocía como «Tesoro» y en ocasiones hasta le preguntaban por el paradero de Adrián García. Durante la época también hizo comerciales para una gran cadena puertorriqueña de mueblerías llamada Mueblerías Mendoza; uno de ellos junto a Yoyo Boing. Según ella, conocida como «la señorita Mendoza» en dichos comerciales, la compañía no aprobó que interpretara a una esposa infiel en la televisión y su contrato con la cadena minorista pronto fue cancelado.
También participó en varios otros programas durante ese tiempo, incluyendo Soltero y sin compromiso, Mi hippie me encanta, Estudio alegre, El Show de Las 12 y dos clásicos de la televisión puertorriqueña, La pensión de doña Tere, donde compartió créditos con laactriz puertorriqueña Norma Candal y con el exmiembro de Menudo Xavier Serbiá, y En casa de Juanma y Wiwi, un programa de comedia de los sábados por la noche donde participó junto a su compañero de elenco de Los Kakukómicos, Juan Manuel Lebrón (quien también compartió sketches con Montero en Los Kakukómicos, como el amante del personaje de Montero, «Tesoro») y Awilda Carbia.
Pudo regresar a la actuación dramática y trabajó en varias telenovelas a lo largo de la década de 1980, incluyendo Tanairí, Cadenas de amor, Karina Montaner, Andrea y Preciosa. Sin embargo, cuando el trabajo en las telenovelas puertorriqueñas se agotó y las estaciones de televisión puertorriqueñas gradualmente comenzaron a eliminar las producciones de telenovelas locales, comenzó a buscar trabajo en otros lugares. En 1995, viajó a México, donde actuó en una producción de Televisa llamada Morelia. Participó como «Juliana» en esta telenovela, junto a su hija y la de Tony Croatto, la actriz venezolana-puertorriqueña Mara Croatto, quien también había actuado con ella antes, en La pensión de doña Tere.
También se dedicó a obras de teatro, entre ellas la obra Despedida de una soltera, en la que trabajó en el Centro de Bellas Artes de Santurce durante el año 2011.
También está involucrada en programas de radio; ha sido actriz en algunos programas transmitidos por WIPR-FM, una estación de radio del gobierno puertorriqueño. Estuvo involucrada en una controversia sobre los contratos de la estación de radio con actores y escritores a finales de la década de 2010. Ella declaró que desde junio de 2018, ni ella ni el resto de los actores (y escritores) empleados por WIPR habían recibido ningún pago o garantía de trabajo por parte de la estación en medio de acusaciones de la estación de que simplemente no había dinero disponible para pagarles y que había una ley, que se estableció en 2011, que hizo que los actores y escritores tuvieran derecho a una recompensa monetaria. Se descubrió, durante una audiencia judicial en 2019, que la estación había recibido $800 000 dólares estadounidenses de una agencia del gobierno puertorriqueño para que los actores y escritores pudieran recibir un pago por su trabajo.
En 2018, se reunió con Adrián García y actuó junto a Alexandra Fuentes y la cantante y actriz dominicana-puertorriqueña Charytín en una obra llamada ¡Hijas de su madre!. También actuó en otras obras de teatro, entre ellas Divorcio a lo puertorriqueño y Adorables enemigas.
En 2021, tuvo la oportunidad de participar en un video musical, de una canción de su amiga Alexandra Fuentes que se llama «Pica más».

### Presentadora de programas
También ha presentado varios programas de televisión puertorriqueños, entre ellos Adelante, juventud, Fantástico y Súper Sábados.

## Vida personal
Se casó en su juventud con el cantante italiano Tony Croatto; la pareja se divorció a finales de la década de 1970. De esta relación, tuvo dos hijos: su hijo Alejandro Croatto nació, al igual que su madre, en Argentina, mientras que su hija Mara Croatto nació el 2 de febrero de 1969 en Venezuela.
También tiene seis nietos: los hijos de Alejandro: Alex, José Rafael, Clara y Myriam Raquel; y los hijos de Mara: Michael Gabriel y Juan Alejandro.
Por el matrimonio de su hija, es suegra del conocido actor y evangelista mexicano, José Ángel Llamas.